# Lepeostegeres beccarii
Lepeostegeres beccarii är en tvåhjärtbladig växtart som först beskrevs av George King, och fick sitt nu gällande namn av James Sykes Gamble. Lepeostegeres beccarii ingår i släktet Lepeostegeres och familjen Loranthaceae. Inga underarter finns listade i Catalogue of Life.